# Résolution 273 du Conseil de sécurité des Nations unies
Membres permanents
- Chine (Taïwan)
- États-Unis
- France
- Royaume-Uni
- URSS

Membres non permanents
- Algérie
- Colombie
- Espagne
- Finlande
- Hongrie
- Népal
- Pakistan
- Paraguay
- Sénégal
- Zambie

Résolution no 272 Résolution no 274
La résolution 273 du Conseil de sécurité des Nations unies est adoptée 13 voix contre zéro lors de la 1 520e séance du Conseil de sécurité des Nations unies le 9 décembre 1969, après une plainte du Sénégal concernant le bombardement du village sénégalais de Saminé depuis une base portugaise à Begene, le Conseil a condamné cette action et a appelé le Portugal à cesser de violer la souveraineté et l'intégrité territoriale du Sénégal.
La résolution a été adoptée par 13 voix contre zéro ; l'Espagne et les États-Unis se sont abstenus.

### Sources
- (en) Cet article est partiellement ou en totalité issu de l’article de Wikipédia en anglais intitulé « United Nations Security Council Resolution 273 » (voir la liste des auteurs).

### Texte
- Résolution 273 Sur fr.wikisource.org
- Résolution 273 Sur en.wikisource.org